# Akram Khan

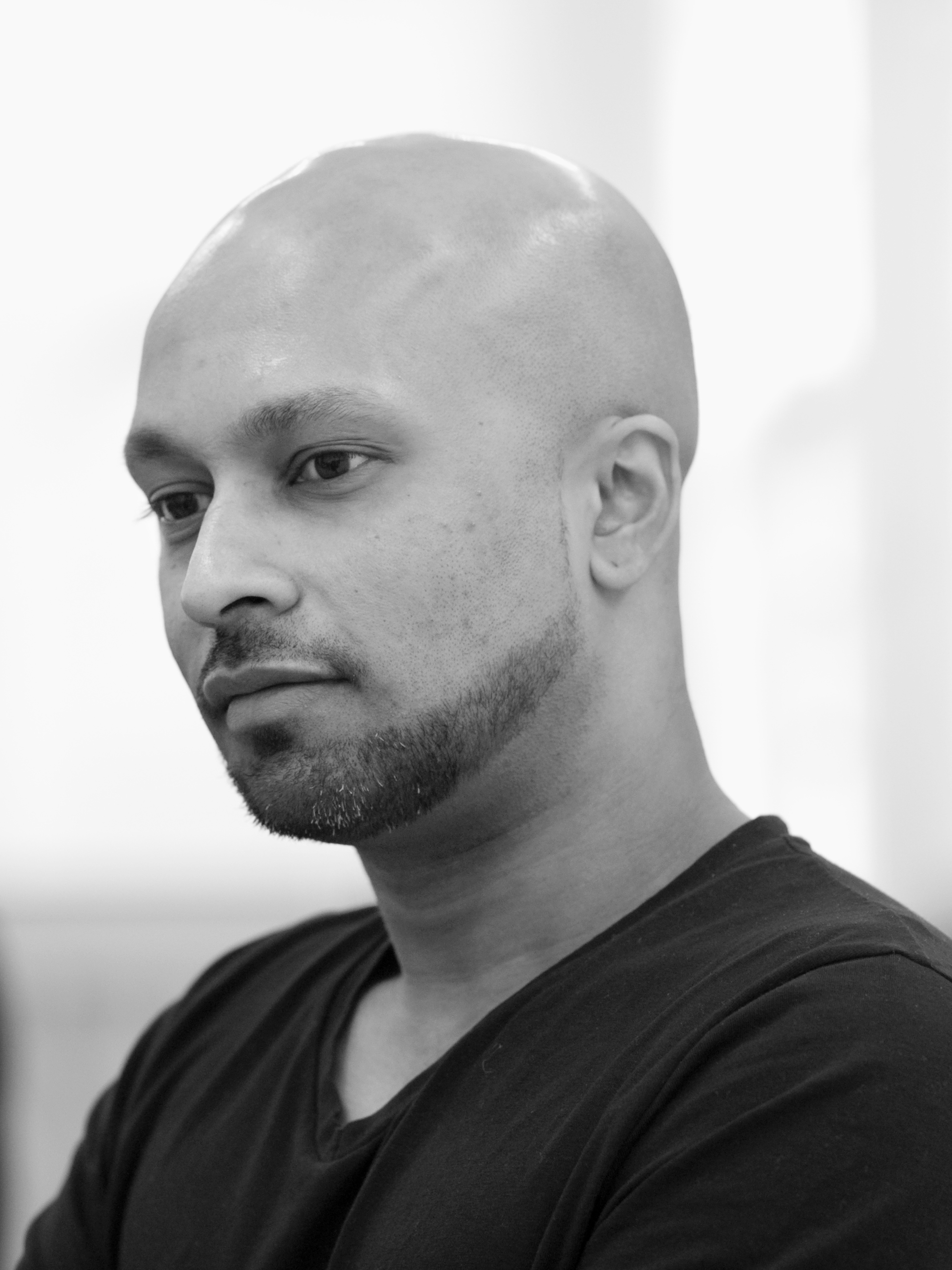
Akram Khan 2010

Akram Khan (* 29. Juli 1974 in London) ist ein britischer Tänzer und Choreograf. Durch den bangladeschischen Ursprung seiner Familie setzte er sich bereits als Kind mit dem indischen Tanzstil Kathak auseinander. Später beschäftigte er sich auch mit zeitgenössischem Tanz, unter anderem an der De Montfort University und der Northern School of Contemporary Dance. Im Jahr 2000 gründete Khan seine eigene Tanz-Kompanie, mit der er weltweit zu Gastspielen eingeladen wird.
Khan war einer der Choreographen der Eröffnungsfeier der Olympischen Sommerspiele 2012.

## Auszeichnungen (Auszug)
- 2000: Critics’ Circle National Dance Awards (bester Nachwuchskünstler)
- 2004: Internationaler Movimentos Tanzpreis (bester Nachwuchskünstler)
- 2005: Critics’ Circle National Dance Awards (bester männlicher Künstler, modern)
- 2007: Helpmann Awards (Beste Choreographie)
- 2020: Choreograf des Jahres im deutschen Sprachraum für das Epos „Outwitting the Devil“[1]

## Inszenierungen (Auszug)
- 2001: Loose in Fight
- 2001: Polaroid Feet
- 2003: Ronin
- 2004: ma
- 2005: zero deegres
- 2006: Sacred Monsters
- 2008: In-I
- 2008: bahok
- 2009: Gnosis Vertical Road; Vorpremiere in Leicester, England, deutsche Erstaufführung Ruhrtriennale 2010, in der Gebläsehalle im Landschaftspark Duisburg-Nord
- 2013: iTMOi (in the mind of Igor); World Premiere in Grenoble, France, 14 May 2013; UK-Premiere in London,28 May 2013; Paris Premiere Théâtre des Champs-Elysées 24 June 2013
- 2014: Uraufführung des Genregrenzen überschreitenden Werks „Torobaka“ am 27.06. in Madrid zusammen mit dem Flamenco-Avantgardetänzer und -choreograph Israel Galván
- 2019: Outwitting the Devil; Uraufführung am 13. Juli 2019, COLOURS International Dance Festival, Theaterhaus Stuttgart
- 2022: Jungle Book reimagined; Weltpremiere: am 7. April 2022 in Leicester, deutsche Erstaufführung am 7. Oktober 2022 im Pfalzbau Ludwigshafen